# Болеро (Равель)
«Болеро» (ісп. Bolero) — балет на одну дію французького композитора Моріса Равеля.  Написаний в 1928 році і вперше виконаний 22 листопада 1928 році в паризькому «Гранд-Опера» в ході вечора балерини Іди Рубінштейн; оркестром диригував Вальтер Страрам. Хореографія Броніслави Ніжинської, художнє оформлення Олександра Бенуа. Як відзначає Олександр Майкапар, «Болеро» здобуло особливу популярність завдяки:

| «гіпнотичному впливу незмінної безліч разів повторюваної ритмічної фігури, на тлі якої дві теми також проводяться багато разів, демонструючи надзвичайне зростання емоційної напруги і вводячи в звучання все нові й нові інструменти»[1] |
1 травня 2016 «Болеро» перейшло у суспільне надбання.

## Склад оркестру
2 флейти, пікколо, 2 гобої, англійський ріжок, кларнет в Е, В, 2 кларнети, бас-кларнет, два фаготи, контрафагот, 4 валторни, труби піколо D, 3 труби, 3 тромбони, туби, три саксофони (1 сопраніно, один сопрано, тенор), литаври, два малі барабани, тарілки, гонг, там-там, челеста, арфа та струнні (скрипки, альти, віолончелі, контрабаси).

## Структура
Болеро побудовано на незмінному остинатному ритмі, який виконується на одному або декількох барабанах і залишається постійним протягом всього твору:
На цьому тлі повторюється тема, що складається з двох 18-тактових речень, кожне з яких повторюється двічі. Контраст між стійким ритмом барабана і «виразною вокальною мелодією, що намагається вивільнитися». є основним драматургічним чинником. Іншим чинником є переінструментовки теми, що забезпечують багатоманіття тембрів і постійне крещендо. Чергування інструментів можна представити наступною схемою:
| Частина | Інструменти, які супроводжують ритм малого барабану                                                                           | Інструменти, які проводять тему | Інструменти, які слідують четвертними та вісімками                                                                         |
| ------- | --- | --- | --- |
| 1       | Тільки малий барабан | 1-а флейта | Альти і віолончелі (усі Pizz).                                                                                             |
| 2       | 2-а флейта | 1-й кларнет | Ті ж |
| 3       | 1-а флейта | 1-й Фагот | Ті ж, і арфа |
| 4       | 2-а флейта | кларнет-піколо | Ті ж |
| 5       | 1 і 2-й Фагот | Гобой д'амур | Струнний квартет з басами, за винятком першої скрипки (всі pizz.)                                                          |
| 6       | 1-а валторна | 1-а флейта і 1-й труба (з сурдиною) | Струнні з басами, за винятком других скрипок (як і раніше, всі pizz.)                                                      |
| 7       | 2-а труба (з сурдиною) | Тенор-саксофон | 1 і 2 флейти і струнних (ще pizz.)                                                                                         |
| 8       | 1-а труба (з сурдиною) | саксофон-сопраніно, пізніше, розв'язки з сопрано саксофон | Струнні (pizz), 1 і 2-й гобої і англійський ріжок                                                                          |
| 9       | 1-а флейта і 2-а валторна | 1-а валторна, 2 флейти-піколо і челеста | Струнні (як і раніше pizz), арфи, 1 і 2 фагота і бас-кларнет.                                                              |
| 10      | 3-я труба (з сурдиною), 2-а валторна, скрипки і альти                                                                         | 1-й гобой, гобой д'амур, англійський ріжок, 1 і 2-й кларнети | 1 і 2-й труби (як з сурдиною), арфа, бас-кларнет і 1-го і 2-й фаготів                                                      |
| 11      | Альти (arco), 1-а флейта і 2-а валторна                                                                                       | 1-й Тромбон | Інші струнні (все ще pizz), 1-й і 2-й кларнети, бас-кларнет, арфа і контрафагот                                            |
| 12      | 1-а труба (без сурдини), 4-а валторна і 2-і скрипки (arco)                                                                    | Всі духові інструментів (за винятком фагота і контрафагота) і тенор-саксофон | Струнні, крім 2-х скрипок (ще pizz), арфа, бас-кларнет, фагот і контрафагот                                                |
| 13      | 1 і 2-а валторни | Флейти, гобої і кларнети (обидва 1 і 2), флейта-пікколо, 1-і скрипки (arco) | Струнні (як і раніше, pizz), 3-я і 4-а валторни, литаври, 1 і 2-й Фагот і контрафагот.                                     |
| 14      | 3 і 4-а валторни | Ті ж, і англійський ріжок, тенор-саксофон, і 2-і скрипки | Сопраніно саксофон, арфа, фагот, контрафагот, 1-й і 2-а валторни і литаври.                                                |
| 15      | 1 і 2-а валторни, пізніше, 2-а валторна грає тему (замість 1-ї труби)                                                         | Всі дерев'яні духові, крім кларнета, фагота і контрафагот, 1-а труба і 1-і і 2-і скрипки, пізніше, альти (arco) і бас-кларнет                                                        | 1 і 2-й кларнети, 1 і 2-й Фагот, контрафагот, тенора і сопраніно саксофон, 1-й і 2-й тромбон, туба, литаври і деякі рядки. |
| 16      | 1, 2, 3, і 4-а валторни | Усі духові, крім Фагота і контрафагота, сопраніно саксофона, 1-ого тромбона; 1-і і 2-і скрипки, альти та віолончелі; потім, саксофон сопраніно поміняється темою з тенор-саксофоном. | Бас-кларнет (пізніше, грає тему), фагот, контрафагот, 1, 2 і 3-я труба, 2-й тромбон, туба, литаври і контрабаси (arco)     |
| 17      | 1 і 2-і гобої, 1 і 2-і кларнети, всі валторни, 2-і скрипки, альти і віолончелі (всі pizz.) додаються з іншим малим барабаном. | 1 і 2-а Флейти, пікколо, 1, 2 і 3-й труби, труба піколо, сопраніно і тенор-саксофони, 1-і скрипки                                                                                    | Фагот, контрафагот, 1, 2 і 3-й тромбони, туба, литаври і контрабаси                                                        |
| 18      | Ті ж, окрім других скрипок, альтів і віолончелей тепер arco                                                                   | Ті ж, окрім 1-ого тромбону при переході до теми | Ті ж, окрім не 1-й тромбон                                                                                                 |
| Фінал   | Усі, окрім перелічених нижче                                                                                                  | Глісандо виконують: 1, 2, 3 тромбони і сопраніно і тенор-саксофон | Гобої, кларнети, англійський ріжок, Фагот, контрафагот, туба, литаври, контрабас, і бас-барабан, тарілки і там-там         |

## У літературі
Головний герой роману Віктора Баранова «Смерть по-білому» згадує про свої перші враження від почутого твору:

| «(...) я був шокований, уперше в житті почувши, божественним «Болеро», після чого сказав собі: „Телепню, як ти міг прожити стільки років і не знати, що є така музика!“»[4] |